# Västtjärnen, Dalarna
Västtjärnen är en sjö i Leksands kommun och Rättviks kommun i Dalarna och ingår i Dalälvens huvudavrinningsområde. Sjön har en area på 0,0606 kvadratkilometer och ligger 274,6 meter över havet. Sjön avvattnas av vattendraget Brossån.

## Delavrinningsområde
Västtjärnen ingår i det delavrinningsområde (674434-146722) som SMHI kallar för Utloppet av Brossen. Medelhöjden är 309 meter över havet och ytan är 14,83 kvadratkilometer. Det finns inga avrinningsområden uppströms utan avrinningsområdet är högsta punkten. Brossån som avvattnar avrinningsområdet har biflödesordning 4, vilket innebär att vattnet flödar genom totalt 4 vattendrag innan det når havet efter 261 kilometer. Avrinningsområdet består mestadels av skog (72 procent). Avrinningsområdet har 2,09 kvadratkilometer vattenytor vilket ger det en sjöprocent på 14,1 procent.